# Casola in Lunigiana
Casola in Lunigiana este o comună în Provincia Massa-Carrara, Toscana din centrul Italiei. În 2011 avea o populație de  1.006 de locuitori.

## Demografie
Casola in Lunigiana - evoluția demografică

|  | Graficele sunt indisponibile din cauza unor probleme tehnice. Mai multe informații se găsesc la Phabricator și la wiki-ul MediaWiki. |

Date: Recensăminte sau birourile de statistică - grafică realizată de Wikipedia